# Recopilación Oficial del Derecho Federal
La Recopilación Oficial del Derecho Federal (en alemán: Amtliche Sammlung des Bundesrechts, AS; en francés: Recueil officiel du droit fédéral, RO; en italiano: Raccolta ufficiale delle leggi federali, RU) es el diario oficial federal de Suiza. Todas las leyes federales suizas y órdenes, así como enmiendas a las mismas, entran en vigor en el momento de su publicación en el AS/RO/RU.
Se publica en los tres idiomas oficiales de Suiza: alemán, francés e italiano. Las tres ediciones son igualmente válidas. Se publica por la Cancillería Federal suiza bajo la forma de suplementos semanales de hoja única. Desde 1999, también están disponibles en internet en formato PDF.